# N852 (België)
De N852 is een gewestweg in de Belgische provincie Luxemburg. Deze weg vormt de verbinding tussen de N82 en de N850 in de gemeente Aarlen.
De totale lengte van de N852 bedraagt ongeveer 800 meter.